# Виробничий процес

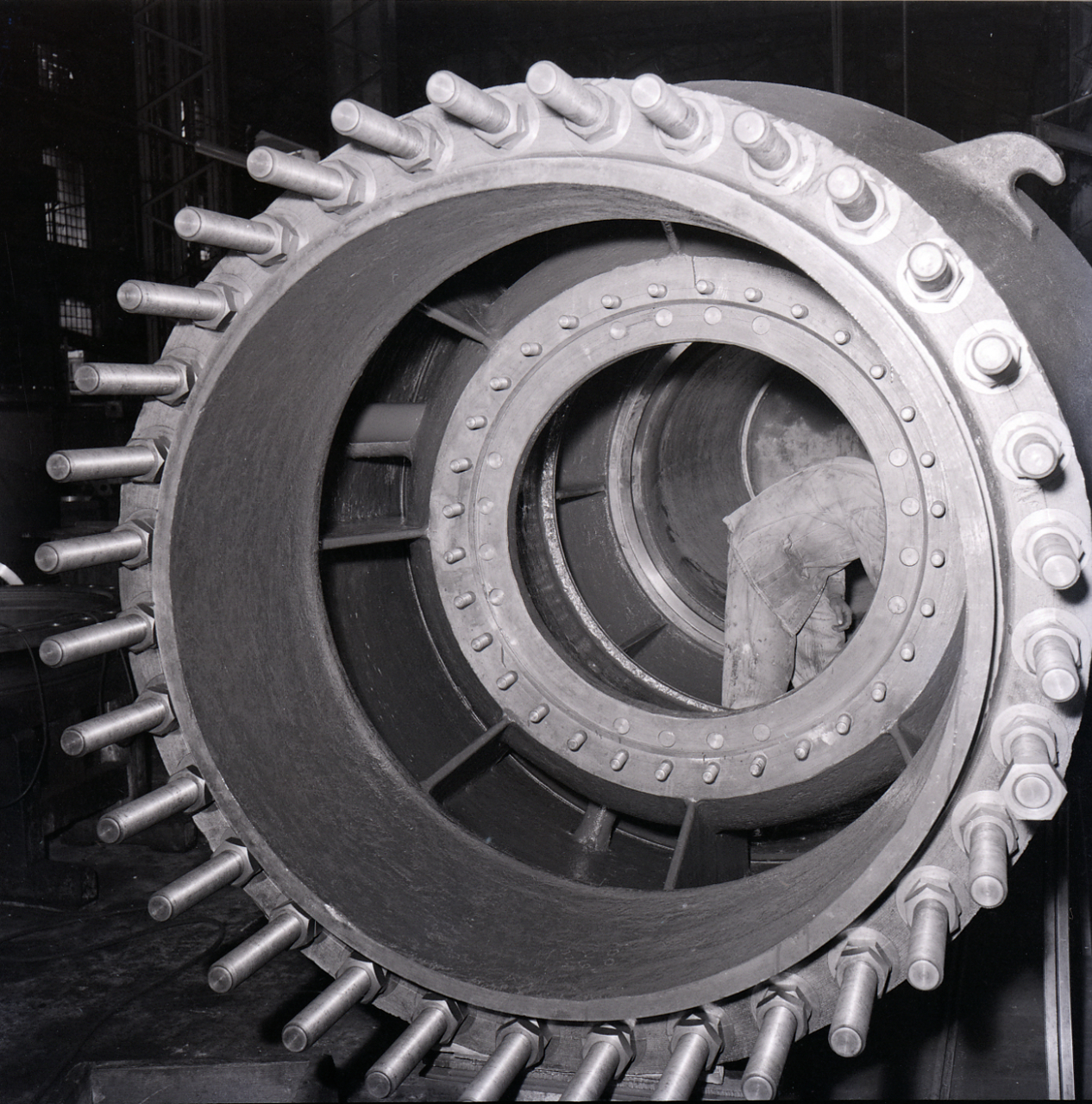
Фото Паоло Монті, 1958

Виробни́чий проце́с (англ. manufacturing process) — систематичне та цілеспрямоване змінювання в часі та просторі кількісних та якісних характеристик засобів виробництва і робочої сили, для отримання готової продукції, з вихідної сировини, згідно із заданою програмою. 

## Загальний опис
Виробничий процес - це складний комплекс первинних процесів: основних, допоміжних і обслуговуючих підрозділів підприємства, що забезпечують своєчасний випуск заданої продукції.
- Основні процеси  — це технологічні процеси, в ході яких відбуваються зміни геометричних форм, розмірів і фізико-хімічних властивостей продукції.
- Допоміжні процеси  — це процеси, які забезпечують безперебійний перебіг основних процесів (виготовлення і ремонт інструментів і оснащення, ремонт устаткування, забезпечення всіма видами енергій (електроенергією, теплом, парою, водою, стисненим повітрям і т. д.)).
- Обслуговуючі процеси  — це процеси, пов'язані з обслуговуванням як основних, так і допоміжних процесів, котрі не створюють продукцію (зберігання, транспортування, технічний контроль тощо).

## Види виробничих процесів за ступенем оснащеності
В залежності від технічної оснащеності, тобто в залежності від виду та ступеня участі людини виробничі процеси поділяються на ручні, ручні механізовані, машинно-ручні, машинні, автоматизовані та апаратурні.
У ручних процесах вплив на предмет праці здійснюється людиною за допомогою якихось інструментів, але без застосування будь-яких джерел енергії. Це, наприклад, загвинчування болта чи гайки гайковим ключем, свердління отвору дрилем з ручним приводом.
Ручні механізовані процеси характеризуються тим, що технологічні операції виконуються людиною з використанням ручних механізованих знарядь праці, тобто з використанням якихось джерел енергії, наприклад, свердління отворів електродрилем, зачищення зварних швів шліфувальною машинкою з абразивним кругом тощо.
До машинно-ручних відносяться процеси, коли вплив на предмет праці проводиться за допомогою машини або механізму, але за обов'язкової участі людини, наприклад, свердління отвору на свердлильному верстаті з ручною подачею.
Машинні процеси здійснюються на машинах, верстатах та інших видах технологічного обладнання без безпосередньої участі людини, роль якої при цьому полягає в забезпеченні машини матеріалом, зняття готової продукції, запуску і зупинці устаткування тощо.
Автоматизовані виробничі процеси виконуються на верстатах-автоматах, автоматизованих потокових лініях та інших видах автоматизованого обладнання, а роль людини у цьому випадку зводиться до контролю за ходом процесу та виконання пуско-налагоджувальних робіт.
Апаратні процеси мають місце тоді, коли вплив на предмет праці відбувається якимось видом енергії — теплової, хімічної, електричної. До цих видів процесів можна віднести, наприклад, металургійні процеси, термічну і хіміко-термічну обробку, приготування пари, сушіння, різні хімічні процеси. Людина у цьому випадку спостерігає за роботою технологічних апаратів і за необхідності втручається у перебіг процесів у них.

## Принципи організації виробничого процесу
Основними обов'язковими принципами організації виробничого процесу є:
Спеціалізація передбачає обмеження різноманітності виробничих процесів шляхом їх стандартизації, уніфікації технологічних маршрутів і конструкцій виробів і так далі і буває двох видів: обмеження різноманітності технологічних функцій, що виконуються робочими комплексами, — при технологічній спеціалізації, і обмеження різноманітності робочих комплексів, що оброблюють предмети праці — при наочній або подетальній спеціалізації. Рівень спеціалізації вимірюється коефіцієнтом закріплення операцій, який визначає кількість деталей операцій, що обробляються на робочому місці за певний проміжок часу.
Паралельність полягає в поєднанні виконання різних виробничих процесів в часі, що може сприяти скороченню тривалості виробничого циклу.
Безперервність направлена на скорочення до можливого мінімуму типових перерв у виробничому процесі і просторових розривів між робочими комплексами. Вимагає балансування двох видів: або забезпечення безперервного руху предметів праці, або постійного завантаження робочих місць. Досягнення абсолютної безперервності одразу по двох напрямах — украй складний захід, тому компроміс визначаться на користь менш витратного способу досягнення безперервності. Тобто якщо простій одного робочого місця в непотоковому виробництві є дорожчим за відстеження одиниці предмету праці, то необхідно забезпечити безперервне завантаження робочих місць і передбачити для цього необхідний рівень заділів деталей, що обробляються, між стадіями виробництва.
Пропорційність припускає відносну збалансованість пропускної спроможності всіх послідовних виробничих підрозділів, що виконують основні, допоміжні і обслуговувальні процеси. Порушення даного принципу приводить до виникнення «вузьких місць» у виробничому процесі або до неповного завантаження робочих місць, ділянок і цехів.
Прямоточністю досягається організація найкоротшого і однонаправленого руху предметів праці в просторі і в часі за, чітким розташуванням робочих місць і ділянок за ходом проходження операцій технологічного процесу.
Ритмічність означає рівномірний випуск певної кількості продукції через задані інтервали часу. Дозволяє якнайповніше використовувати виробничу потужність робочого місця, ділянки, цеху підприємства. Найвища ритмічність досягається в масовому потоковому виробництві, що спрощує процес його планування і управління, дозволяє раціонально організувати виконання кожної операції.
Інтегративність припускає системну інтеграцію всіх процесів в організації за рахунок різного управління функціональними циклами постачання, виробництва і збуту. Інтегративність досягається на основі використання горизонтальних оргструктур і впровадження сучасних інформаційних систем управління класу ERP-CSRP.
Гнучкість і адаптивність забезпечують можливість мобільної перебудови всієї виробничої системи або її частини на випуск іншої продукції, дозволяють оперативно реагувати на зміни умов зовнішнього і внутрішнього середовища, оптимально і ефективно підстроюватися під сучасні потреби ринку.
Відповідність даним принципам дозволяє організаціям досягати високих економічних результатів у виробничій діяльності.